# Списс, Роберт Клейтон
Роберт Клейтон Списс (англ. Robert Clayton Spiess; 16 октября 1921 — 13 марта 2002) — американский хайдзин.

## Биография
Со второго курса университета ушёл в армию для участия во Второй мировой войне (солдат, затем сержант в американских частях, дислоцировавшихся на различных тихоокеанских островах). После войны окончил университет штата Висконсин со специализацией по биологии и английскому языку. Бо́льшую часть жизни работал в службе занятости.
Начал публиковать хайку в 1949 году, первая книга хайку издана в 1966 году. В 1965—1968 гг. заместитель главного редактора журнала «Американское хайку» (англ. American Haiku), после его прекращения с 1971 года заместитель главного редактора, а в 1978—2002 главный редактор журнала «Современное хайку» (англ. Modern Haiku); как отмечается в некрологе Американского общества хайку, под руководством Списса журнал стал ведущим англоязычным изданием в этой области, а сам Списс был учителем и наставником для многих авторов.

## Сочинения
- The Heron’s Legs. Platteville, Wis.: American Haiku, 1966.
- The Turtle’s Ears. Madison, Wis.: Wells Printing Co., 1971.
- Five Caribbean Haibun. Madison, Wis.: Wells Printing Co., 1972.
- The Shape of Water. Madison, Wis.: Modern Haiku Press, 1982.
- The Bold Silverfish and Tall River Junction. Madison, Wis.: Modern Haiku Press, 1986.
- New and Selected Speculations on Haiku. Madison, Wis.: Modern Haiku Press, 1988.
- The Cottage of Wild Plum. Madison, Wis.: Modern Haiku Press, 1991.
- A Year’s Speculation on Haiku. Madison, Wis.: Modern Haiku Press, 1995.
- Noddy. Madison, Wis.: Modern Haiku Press, 1997.
- Some Sticks and Pebbles. Madison, Wis.: Modern Haiku Press, 2001.